# Asplenium souchei
Asplenium souchei är en svartbräkenväxtart som beskrevs av René Verriet de Litardière. Asplenium souchei ingår i släktet Asplenium och familjen Aspleniaceae. Inga underarter finns listade.